# Ботошана
Ботошана (рум. Botoșana) — комуна у повіті Сучава в Румунії. До складу комуни входить єдине село Ботошана.
Комуна розташована на відстані 361 км на північ від Бухареста, 23 км на захід від Сучави, 137 км на північний захід від Ясс.

## Населення
За даними перепису населення 2002 року у комуні проживали 4911 осіб.
Національний склад населення комуни:
| Національність | Кількість осіб | Відсоток |
| -------------- | -------------- | -------- |
| румуни         | 4657           | 94,8%    |
| цигани         | 251            | 5,1%     |
| німці          | 2              | < 0,1%   |
| угорці         | 1              | < 0,1%   |

Рідною мовою назвали:
| Мова      | Кількість осіб | Відсоток |
| --------- | -------------- | -------- |
| румунська | 4909           | > 99,9%  |
| угорська  | 1              | < 0,1%   |
| німецька  | 1              | < 0,1%   |

Склад населення комуни за віросповіданням:
| Релігія       | Кількість осіб | Відсоток |
| ------------- | -------------- | -------- |
| православні   | 4869           | 99,1%    |
| п'ятдесятники | 25             | 0,5%     |
| адвентисти    | 13             | 0,3%     |
| римо-католики | 2              | < 0,1%   |
| баптисти      | 1              | < 0,1%   |
| унітарії      | 1              | < 0,1%   |

## Зовнішні посилання
- Дані про комуну Ботошана на сайті Ghidul Primăriilor